# Алергия (филм)
Вижте пояснителната страница за други значения на Алергия.
Алергия е българска телевизионна новела (драма) от 1974 година на режисьора Иван Рачев. Сценарият е на Никола Статков. Оператор е Станислав Станчев, художествен оформител Петър Лъджев.

## Актьорски състав
| В главните роли | Изпълнител       |
| --------------- | ---------------- |
| Лазо            | Илия Чакъров     |
| „Гимназиста“    | Иво Момчев       |
| Славка          | Веселина Попова  |
| нелегалният     | Владимир Русинов |